# Bassarabe I da Valáquia
Bassarabe I, O Fundador (em romeno:  Basarab Întemeietorul, também cognominado O Grande (cel Mare)) (Antes de 1310-1352) foi o fundador do Principado da Valáquia como Estado independente, governando a partir de 1310 até à sua morte, em 1352. O aparecimento deste principado está ligado à guerra que acontecia, naquele momento, entre o Reino da Hungria e os Estados Ortodoxos a norte dos Bálcãs. Em c. 1324, Bassarabe tornou-se vassalo do rei Carlos I da Hungria (r. 1308–1342), mas foi mais tarde considerado ‘infiel’, com o pretexto de se ter apropriado de territórios da Coroa Húngara.
Bassarabe deu a sua filha Teodora em casamento a João Alexandre, um sobrinho do Czar Miguel III Asen Sismanes da Bulgária (1323 - 1330) que era um inimigo do Rei húngaro. Num documento datado de 27 de Março de 1329, Bassarabe era mencionado na lista de inimigos do rei Carlos I da Hungria, juntamente com os Búlgaros, os Sérvios e a Horda Dourada, que atacavam constantemente as fronteiras húngaras. Em 1330, Bassarabe fez parte de uma campanha militar organizada pelo Czar búlgaro, contra a Sérvia, que acabou a 18 de Julho desse ano, com a vitória final sérvia em Velebusdo.
Logo após a derrota de Velebusdo, Carlos I da Hungria organizou uma expedição contra o Principado da Valáquia. Quando lhe foi retirado o Banato de Severino, Bassarabe ofereceu-se para pagar anualmente um tributo e uma compensação de 7 000 moedas de prata, e para além disso reconheceu-o como seu suserano, mas o rei recusou a proposta de Bassarabe e avançou para dentro da Valáquia, até Curtea de Argeş. O rei, contudo, foi forçado a retirar-se para a Transilvânia, devido a dificuldades crescentes com a escassez de alimentos.
Os soldados valáquios esperavam os Húngaros em Posada, e acabaram por derrotá-los, visto que estes se encontraram encurralados.  A 12 de Novembro, após três dias de batalhas, os Húngaros foram finalmente derrotados, com o rei a tentar escapar com vida.
A vitória de 1330 aprovou a independência da Valáquia da coroa húngara e também alterou essencialmente a sua posição internacional. Apenas alguns meses depois de sua grande vitória, em Fevereiro de 1331, Bassarabe contribuiu para a colocação do seu genro, João Alexandre da Bulgária no trono Búlgaro, como czar. Em 1331-1332, as tropas valáquias apoiaram os búlgaros numa guerra também vitoriosa contra o Império Bizantino. Durante o mesmo período Bassarabe recuperou também a fortaleza de Severino.
A nova ofensiva húngara teve lugar entre 1343 e 1345, após a morte do rei Carlos I e a coroação de seu filho, Luís I da Hungria. Bassarabe perdeu novamente a fortaleza de Severino e o seu filho, Nicolau Alexandre, já associado ao trono, aceitou pagar a homenagem de vassalagem ao rei da Hungria.
Bassarabe faleceu em 1352, e foi sucedido pelo filho, Nicolau Alexandre, que já governava com ele nos seus últimos anos de reinado, a partir de c. 1343.

## Casamento e descendência
Bassarabe casou com Margarida, de quem teve:
- Teodora (f. depois de 1345), casada antes ou c. 1331 com o czar João Alexandre da Bulgária, divorciada em 1345.
- Nicolau Alexandre (antes de 1343 - 16 de Novembro de 1364) herdeiro do pai, Príncipe associado a partir de 1343, Príncipe de facto após a morte do pai, em 1352.